# 刘巽浩
刘巽浩（1931年—），男，浙江镇海人，中国耕作栽培学家、农业教育家，曾任北京农业大学教授、博士生导师。